# Музей современного искусства (Франкфурт-на-Майне)
Музей современного искусства (нем. Museum für Moderne Kunst, MMK) — художественный музей в городе Франкфурт-на-Майне (земля Гессен), основанный в 1981 году по инициативе теоретика искусства Генриха Клоца и критика Питера Идена одновременно с созданием Музейной набережной; современное трёхэтажное здание музея, спроектированное венским архитектором Хансом Холляйном, было открыто в 1991 году; сегодня музей включает в себя библиотеку и архив; имеет два филиала.

## История и описание

### Здание
В 1981 году было принято решение о создании во Франкфурте-на-Майне музея, посвященного современному искусству. Создание музея было связано с созданием Музейной набережной, хотя музей расположился вне неё, на противоложном берегу реки. В 1982 году будущему музей был выделен земельный участок в центре города, который изначально предназначался для расширения помещений, в которых размещались муниципальные служащие. В 1983 году был объявлен открытый конкурс на проект музейного здания; 17 мая венский архитектор Ханс Холляйн выиграл его и получил официальный заказ на реализацию своей концепции. Питер Иден стал ответственным за проработку внутренних помещений будущего музея. В итоге, в первоначальный дизайн Холляйна практически не было внесено значимых изменений: только масштабная инсталляция «Blitzschlag mit Lichtschein auf Hirsch», созданная Йозефом Бойсом и приобретенная музеем до своего официального открытия, потребовала некоторых изменений проекта здания — для неё потребовалась отдельная комната, простирающаяся сразу на два этажа.
Дизайн музея современного искусства был основан на идее, что в музее не может быть «нейтрального пространства»; автор заявлял, что в здании есть «только характерные пространства разных размеров (и их развитие), с которыми произведение искусства входит в диалектическое противоречие — во взаимную потенциацию». Трехэтажное здание адаптировано по высоте к окружающей городской среде и имеет характерную «треугольную форму», за которую его в шутку называется «кусок торта» (Tortenstück). В здании расположены три основных выставочных уровня и административная зона в мезонине — над входом и кафетерием. В этом зоне также находятся библиотека и музейный архив. Музей имеет подвал под всей площадью — здесь разместились мастерские, склады и лекционный зал.
Утром 29 июля 2019 года на крыше главного здания музея возник пожар: его причиной пожара стал технический дефект в аварийном генераторе. Ущерб был оценен в несколько десятков тысяч евро; но — поскольку музей был закрыт на реконструкцию — ни люди, ни произведения искусства не пострадали от огня.

### Основание
Первоначально в здании предусматривалось совместное размещение музея архитектуры и музея современного искусства: городской совет Франкфурта принял данное предложение и 10 мая 1979 года решил разместить оба учреждения под одной крышей. Архитектурно единый музей должен был быть разделен на две области и работать в тандеме. Однако, в итоге от реализации данной концепции пришлось отказаться — из-за ограниченности доступного пространства. Решающим фактором стала масштабная покупка для MMK произведений искусства из коллекции Стрёэра (Sammlung Ströher).
Сама же идея создания во Франкфурте музея современного искусства была инициирована Питером Иденом — влиятельным театральным критиком и искусствоведом, публиковавшимся в газете «Frankfurter Rundschau»; он являлся директором-основателем музея до 1987 года. В то время мэр города Вальтер Вольман (Walter Wallmann, партия ХДС) и глава отдела культуры Хильмар Хоффманн (партия SPD) поддержали проект Идена политически. В 1989 году швейцарский историк искусства и куратор Жан-Кристоф Амманн перешёл из Кунстхалле Базеля в новый музей Франкфурта-на-Майне; он, в качестве директора, открыл Музей современного искусства в июне 1991 года. Первой выставкой стала экспозиция «Szenenwechsel(n)».

### Деятельность
По состоянию на 2019 год, в MMK хранится более 4500 произведений искусства, созданных 440 художниками: с 1960-х годов до наших дней. Отдельные работы и группы работ представляют, по мнению самого музея, репрезентативную выборку всех жанров, направлений и течений современного искусства — от живописи, скульптуры, видео-арта и фотографий, до работ светового, звукового и исполнительского искусства, представленных на международной художественной сцене. Основой музейного фонда стала покупка целой серии работ из коллекции дармштадтского предпринимателя и коллекционера Карла Стрёэра (1890—1977) — всего администрация города Франкфурт приобрела в 1980—1981 годах 84 работы из его собрания. В основном это были работы 1960-х годов — созданными известными авторами, включая Энди Уорхола и Роя Лихтенштейна.
Директор-основатель Иден с 1981 по 1987 год расширил фонд до 135 работ, перенеся фокус на работы 1970-е и 1980-е годов. В 2006 году музей, вместе с Кунстмузеем Лихтенштейна и швейцарским Кунстмузеумом в Санкт-Галлене, приобрел коллекцию Рольфа Рикке (род. 1934) — владельца галереи в Кёльне. В 2010 году в музее были выставлены фотографии из собственной коллекции.